# Вчора закінчилась війна
Вчора закінчилася війна — російський телесеріал, знятий в 2010 році режисером Володимиром Балкашиновим, прем'єра якого відбулася 15 лютого 2010 року по телебаченню. Жанр: мелодрама, військова драма.

## Сюжет
Йде весна 1945 року. До Перемоги залишаються лічені дні, але про це поки ніхто не знає. Люди продовжують жити в напрузі, всі так само, із завмиранням серця, слухають голос Левітана і оплакують тих, на кого все ще приходять похоронки.
Весна приносить свої клопоти: знову потрібно трудівникам виходити в поле, орати і сіяти … У селі Мар'їно все йде своєю чергою. І ось з'являється Катерина — молода амбіційна комуністка. За завданням партії вона очолює колгосп. Життя в селі перетворює освідчену ідеалістку в залізну леді, справжню начальницю, яка і ворога переможе, і господарство налагодить.

## У ролях
- Юлія Майборода — Катя
- Микола Іванов — Гриша
- Богдан Ступка — Федір
- Анатолій Руденко — Коля
- Любов Руденко — Марія, мама красеня
- Станіслав Боклан
- Ольга Гришина — Аня
- Людмила Загорська — Оксана Сараніна
- Також у серіалі знімалися: Олена Дудіна, Олексій Шевченков та ін.